# Galileo Galilei (banda)
Galileo Galilei (ガリレオガリレイ) é uma banda japonesa de rock indie.

## Membros

### Atuais
- Yūki Ozaki (尾崎雄貴, Ozaki Yūki) - Vocal, guitarra
- Hitoshi Sako (佐孝仁司, Sako Hitoshi) - Baixo
- Kazuki Ozaki (尾崎和樹, Ozaki Kazuki) - Bateria

### Antigos
- Sohei Funaya (船谷創平, Funaya Sohei) - Guitarra
- Fumito Iwai (岩井郁人, Iwai Fumito) - Guitarra
- Kazumasa Noguchi (野口一雅, Noguchi Kazumasa) - Teclado

## Discografia

### Álbuns de estúdio
| Data de lançamento      | Nome                      | Oricon Semanal | Billboard Japão |
| ----------------------- | ------------------------- | -------------- | --------------- |
| 16 de fevereiro de 2011 | Parade (パレード, Parēdo) | 5              | 4               |
| 25 de janeiro de 2012   | Portal                    | 10             | 10              |
| 9 de outubro de 2013    | Alarms                    |                |                 |

### EPs
| Data de lançamento      | Nome                                                | Oricon Semanal | Billboard Japão |
| ----------------------- | --------------------------------------------------- | -------------- | --------------- |
| 21 de janeiro de 2009   | Ame Nochi Galileo (雨のちガリレオ, Galileo Rain)    | 38             | 33              |
| 24 de fevereiro de 2010 | Hamanasu no Hana (ハマナスの花, Sweetbrier Flowers) | 14             | 14              |
| 31 de outubro de 2012   | Baby, It's Cold Outside                             | 18             | 16              |
| 01 de outubro de 2014   | See More Glass                                      | 23             |                 |

### Singles
| Data de lançamento    | Nome                                                                             | Oricon Semanal | Billboard Japão | Álbum  |
| --------------------- | -------------------------------------------------------------------------------- | -------------- | --------------- | ------ |
| 9 de junho de 2010    | Natsuzora (夏空, Summer Sky)                                                     | 14             | 9               | Parade |
| 7 de setembro de 2010 | Yotsuba Sagashi no Tabibito (四ツ葉さがしの旅人, The Quatrefoil of the Wanderer) | 20             | 19              | Parade |
| 19 de janeiro de 2011 | Boku Kara Kimi E (僕から君へ, From Me to You)                                    | 15             | 13              | Parade |
| 15 de junho de 2011   | Aoi Shiori (青い栞, Blue Bookmark)                                               | 9              | 20              | Portal |
| 7 de setembro de 2011 | Sayonara Frontier (さよならフロンティア, Goodbye Frontier)                       | 25             | 53              | Portal |
| 7 de dezembro de 2011 | Asu E (明日へ, To Tomorrow)                                                      | 17             | 23              | Portal |
| 21 de agosto de 2013  | Circle Game (サークルゲーム, Sākurugēmu)                                         | 18             | 19              | Alarms |